# Henri Joret
Pour les articles homonymes, voir Joret.
Pierre François Henri Joret né le 23 novembre 1825 dans le 12e arrondissement de Paris et mort le 30 novembre 1883 à Gouvieux, est un architecte de formation et un entrepreneur de travaux publics.

## Biographie
Il a d'abord suivi les cours de l'école des beaux-arts de Paris et a été l'élève d'Henri Labrouste. Architecte, il exerça ensuite comme ingénieur-constructeur et finalement directeur-gérant de la maison Henri Joret.
Il expose au musée royal le 15 mars 1845 dans la spécialité d'architecte : un monument romain près de Saint-Rémy et une construction en bois en Suisse.
En 1857, il s'associe avec Charles-Alfred Oppermann et fonde la société Henri Joret et Cie. Il acquiert une parcelle des Forges et Fonderies de Montataire où il fait monter des ateliers de construction, bénéficiant de la ligne de chemin de fer de Paris à Creil et des quais sur l'Oise canalisée pour les mettre en communication fluviale avec Paris ou Le Havre et le Canal du Nord.

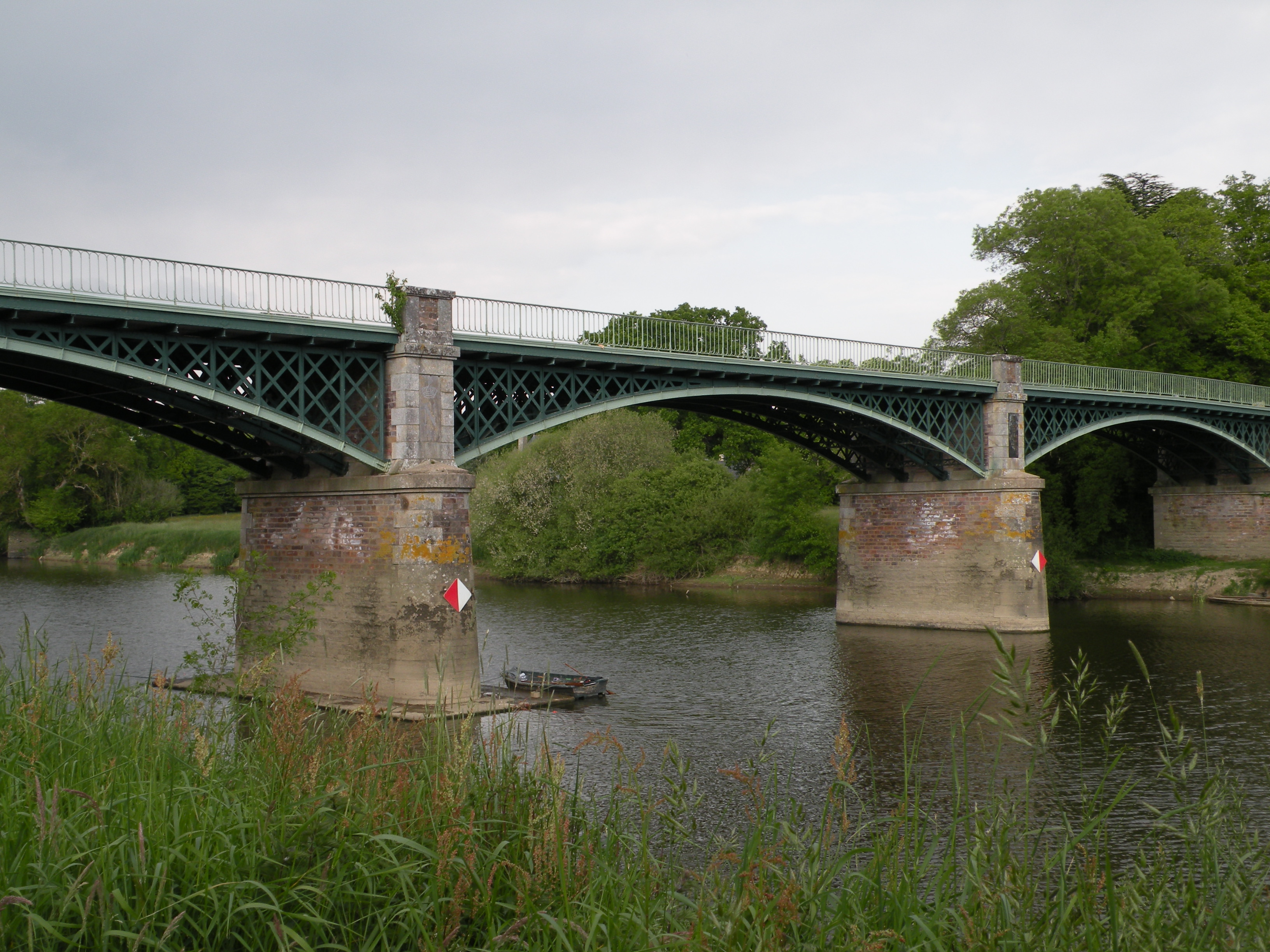
Premier pont en métal de France
1867

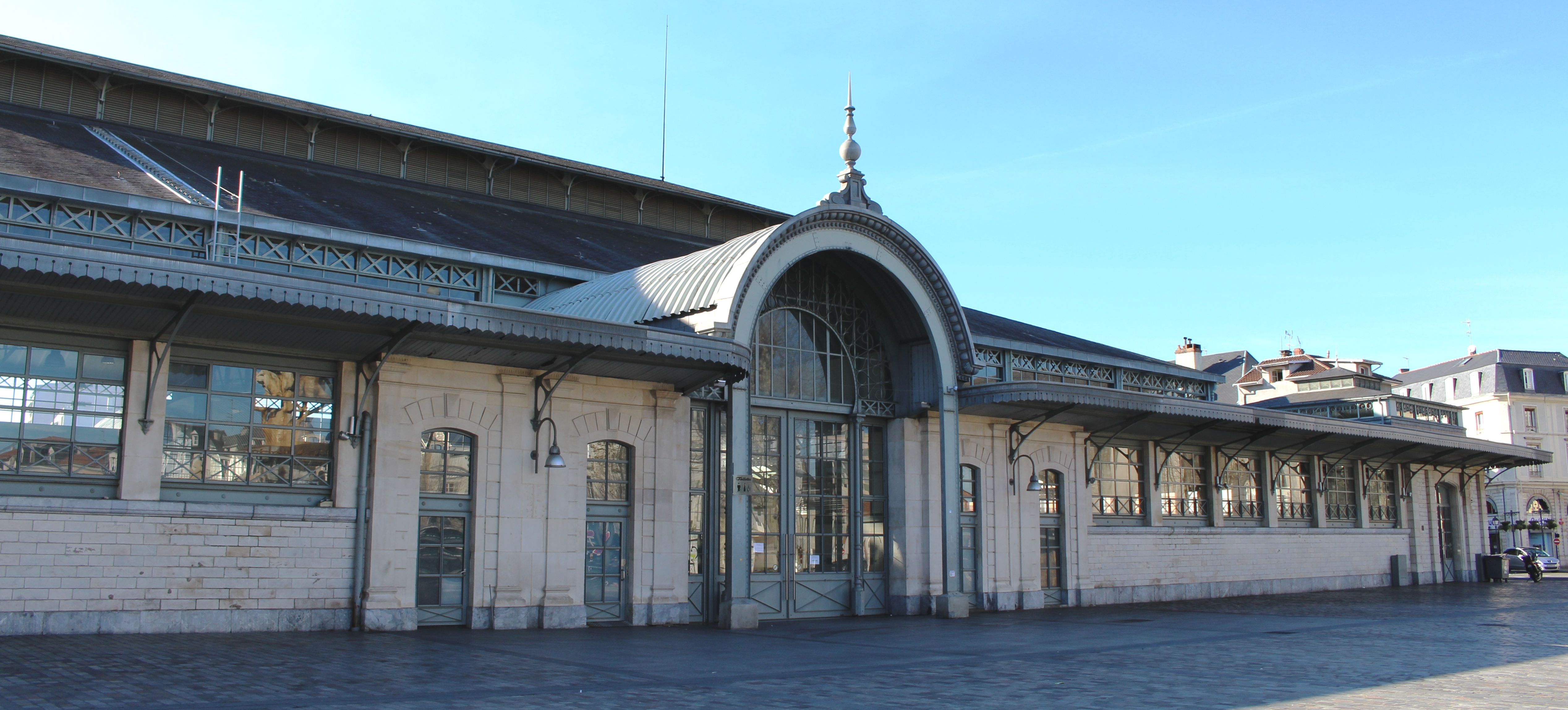
Halle Marcadieu de Tarbes
1881

Les ateliers de Montataire vont alors construire :
- un pont en fer forgé à Gournay-sur-Marne (Alphonse Oudry ingénieur), 1862 (détruit)[3] ;
- la charpente en fer du manège du quartier de cavalerie Luxembourg[4], détruit au XXe siècle, à Meaux
- les ponts de Lagny-sur-Marne, de Mary-sur-Marne, de Marolles-sur-Seine, ces ponts (détruits depuis par fait de guerre) reprenant les principes de conception du pont d'Arcole ;
- différents types de ponts et passerelles ;
- les marquises des gares de la ligne de chemin de fer de Saint-Étienne ;

En 1865-1866, la société fait ses premiers travaux en Algérie. Après 1870, la compagnie des chemins de fer de l'Est algérien, création de Joret, exploite 155 km de ligne de chemin de fer entre Constantine et Sétif par El Guerrah et 43 km entre Maison-Carrée et Ménerville.
Il obtient le 12 juillet 1865 la convention de concession pour la ligne entre Cazouls-lès-Béziers et Cessenon-sur-Orb (Hérault).
En 1867, les Ets Joret construisent le premier pont français en acier Bessemer pour l'Exposition universelle de 1867, réalisé sous la responsabilité de l'ingénieur des ponts et chaussées Émile Cheysson. Il a été démonté après l'exposition pour être remonté pour franchir la Vilaine à Port-de-Roche, près de Sainte-Anne-sur-Vilaine, connu aussi sous le nom de pont de Langon.
Construction du pont de Sully sur les deux bras de la Seine, à Paris, en 1874-1876, du viaduc de Longeray sur le Rhône pour la voie ferrée Collonges-Thonon, en 1879 et détruit par explosifs le 19 juin 1940.
En 1881, il obtient la concession du chemin de fer à construire entre Saïgon et Mỹ Tho et le marché de la halle Marcadieu, à Tarbes.
En 1882, la société est rachetée et devient la Société des ponts et travaux en fer.
En 1894, l'Écho des mines et de la métallurgie dresse de la société Joret un panorama complet de ses réalisations.

## Candidature au sénat
À une époque où les candidatures pour l'Oise au sénat ont abouti à l'élection de Paul Cuvinot ou de Gaston d'Andlau, la présence du nom d'Henri Joret dans la liste républicaine a suscité une vive réaction dans un article du quotidien La Lanterne du 13 décembre 1878. Le journal met en avant l'interdiction de vente des journaux dans son usine, alors que Joret dément ce fait, expliqué par la confusion dans les esprits entre son usine et les Forges voisines. On lui reproche aussi son éloignement des affaires du département, occupé qu'il est dans l'Hérault ou en Algérie. Le quotidien reproche son attachement passé et intéressé au bonapartisme.
Si bien que ce fut Célestin Lagache qui fut élu troisième sénateur de l'Oise.

## Famille
Henri Joret a deux enfants, Pierre Joret, mélomane et passionné d'histoire, qui acquiert en 1879 la villa qui deviendra le musée du Bardo en 1930. Camille Saint-Saëns y fut invité par son hôte. À la mort de Pierre Joret, Georgette Frémont-Joret hérite de la villa de son frère.